# Westerlanden en Besloten Venen
De Westerlanden en Besloten Venen is een voormalig interprovinciaal waterschap in de provincies Groningen en Drenthe.
Het waterschap was ten westen van Noordlaren gelegen, tussen het Noordlaarderbos en de Drentsche Aa en de Pollselaan. De zuidgrens lag op het verlengde van de Tolhuisweg, de noordoostgrens op de Zuidlaarderweg. Het lag daarmee binnen de Noordlaarder Westpolder. De molen van het schap sloeg uit op de Drentsche Aa, even ten zuiden van golfclub De Poll.
In 1914 werd de verplichtingen van de Noordlaarder Westpolder, het onderhoud van enkele wegen, aan de taken van het schap toegevoegd, waardoor de Westpolder ophield te bestaan. Waterstaatkundig gezien ligt het gebied sinds 2000 binnen dat van het waterschap Hunze en Aa's. 
WesterlandenHet gebied ten zuiden van De Poll staat bekend als de Westerlanden (het Westerland van Noordlaren en het Westerland van Midlaren). Dit gebied is het beekdal van de Drentsche Aa.
Besloten VenenHet gebied ten noordoosten van De Poll staat bekend als het Besloten veen of de Besloten venen. Dit gebied is een doorbraakdal door de Hondsrug. Door de relatieve slechte afwatering ontstond hier een veengebied van zo'n 400 m breed. Het dal loopt door tot de Lageweg bij Vogelzang. Het veen was als het ware opgesloten (besloten) door het zand van de Hondsrug.
Na een jarenlang durende ruilverkaveling, waarbij de eigenaar van landgoed Blanckenborch een belangrijke rol speelde, werd tussen 2015 en 2016 het oude doorbraakdal weer opengehaald en werd er een natte verbindingszone van gemaakt tussen de Hunze en de Drentsche Aa. Het bestaande gemaal bij De Poll werd daartoe vervangen door een gemaaltje bij de Besloten Venen. Bij de aanleg werd ook het in de 19e eeuw drooggelegde Pollmeer weer open gegraven. Het nieuwe natuurgebied heeft een oppervlakte van ruim 150 hectare.